# Návrat (Hvězdná brána: Atlantida)
Návrat (v anglickém originále The Return) je 10. a 11. díl třetí řady seriálu Hvězdná brána: Atlantida.

## Děj
Při testování mezigalaktického mostu mezi Atlantidou a Zemí vytvořeném Rodneym McKayem zaznamenaly Daidalovy senzory neznámou loď blížící se největší podsvětelnou rychlostí. Daidalos nemůže letět tak rychle, a proto se přiblíží dráze letu lodi. McKay zjistí, že se jedná o antickou loď třídy Aurora. Loď začne zpomalovat až brzdit. V Daidalovi se objeví hologram kapitánky neznámé lodi – Helii. Oznamuje, že antická loď jménem Tria je poškozená a žádá o pomoc hyperprostorovým transportem. Po transportu na Atlantidu chce Helia mluvit s vůdci Země a přebírá kontrolu nad městem.
K jednání se dostaví Richard Woolsey a generál Jack O'Neill. Helia žádá o navrácení města a o odchod pozemšťanů z Atlantidy. Expedice se tedy vrací zpět na Zemi. Ronon a Teyla zůstávají v galaxii Pegasus. Antikové jsou ochotni nechat na Atlantidě jednoho vyslance. IOA tam dosadí Woolseyho. Po návratu na Zemi si členové expedice najdou nová zaměstnání. Sheppard se stane velitelem SG týmu, Beckett chirurgem v SGC a O'Neill se po čase na Atlantidu vrátí jako podpora pana Woolseyho.
Atlantida se brzy dostane do potíží, jelikož Replikátoři si sami dokázali přepsat vlastní program, který chrání Antiky před jejich napadením, a zaútočí na město. McKay však zmiňuje, že tento program mohl přepsat on, když měnil program jednoho Replikátora. K Atlantidě je vyslán Daidalos s atomovou bombou na palubě. V SGC mezitím Sheppard, McKay a doktorka Weirová mají přijít na to, jak dostat bombu přes štít města. Generál Landry nepřipouští jakoukoli záchrannou operaci. Ovšem Sheppard s týmem už záchranný plán vymýšlejí, potřebují k němu Jumper, který se nachází v SGC, a protireplikátorské zbraně. Přes mezigalaktcký most se dostanou až na planetu, kde je Ronon a Teyla. Hvězdnou bránou proletí na Atlantidu, kde zanechají bombu a zkontaktují O'Neilla. Po výbuchu věže Replikátoři hned začnou s opravami.
Sheppard s týmem nabere ve volném vesmíru tělo Replikátora – Niama, do kterého chtějí nahrát program, který by zneškodnil Replikátory. Vracejí se zpět na Atlantidu, a protože se musejí přiblížit městu co nejvíce, zvolí cestu zatopeným podvodním hangárem. V hangáru ale nejde odpustit voda, proto volají O'Neilla a Woolseyho, aby jim šli na pomoc. O'Neillovi se podaří odpustit vodu z hangáru, ale poté je zajmou Replikátoři. McKay uspěje s programem v Replikátorovi, naneštěstí mezitím Replikátoři prozkoumali mysl O'Neilla a Woosleyho. O'Neill prozkoumávání odolával, ale Woosley tak silný nebyl a Replikátoři se tak dozvěděli o plánu. Probudili proto Niama – McKay ho ihned zneškodnil novou zbraní proti Replikátorům. Tím se ovšem jejich plán rozplynul. Vymyslí proto nový plán – umístit C-4 do všech distributorů štítu ve městě, a přitom osvobodit O'Neilla a Woosleyho. Ovšem McKay při pokusu o osvobození O'Neilla a Woosleyho celý plán prozradil. Všichni nastražily své C-4. Replikátoři ale chtějí vzlétnout s městem. Doktor Beckett se musí dostat ke křeslu, aby poslal zbraně města na raketový pohon. To se podaří, ovšem poté Replikátoři zajmou všechny z týmu. Je jasné, že Woolsey při prohledávání mysli nedokáže plán utajit. Replikátoři vzápětí najdou všechny C-4, díky čemuž štít bude v době příletu Daidala fungovat. Ovšem k distributorům štítu byl přidán i krystal z protireplikátorských zbraní, takže při zapnutí štítu proletí vlna této zbraně celým městem a zničí všechny Replikátory. Woolsey se diví, že byl vlastně využit. Generál O'Neill říká, že tušil, že McKay lže.